# Актобе-Жас
«Актобе-Жас» (каз. Актобе-Жас Футбол Клубы) — казахстанський футбольний клуб з Актобе.

## Історія
Клуб був заснований у 2003 році.
З 1 листопада 2012 року клуб припинив своє існування через перенаправлення фінансування на будівництво футбольних полів та на розвиток дитячо-юнацького футболу.
На засіданні Бюро Виконавчого комітету Казахстанської федерації футболу (КФФ), що відбулося 20 березня 2018 року, було прийнято рішення про включення команди «Актобе-Жас» до складу учасників першості першої ліги.
Розформований у 2019 році у зв'язку з вильотом ФК «Актобе» до першої ліги.

## Таблиця виступів
| Рік  | Чемпіонат  | Місце | І  | П  | Н | П  | М'ячі | Бомбардири                                                                 |
| ---- | ---------- | ----- | -- | -- | - | -- | ----- | -------------------------------------------------------------------------- |
| 2003 | Перша ліга | 10    | 20 | 2  | 4 | 14 | 26-52 | Ігор Абдущеєв, В'ячеслав Уразбахтін — 7                                    |
| 2004 | Перша ліга | 12    | 24 | 5  | 4 | 15 | 27-45 | Ігор Абдущеєв — 4                                                          |
| 2005 | Перша ліга | 11    | 22 | 3  | 3 | 16 | 26-65 | Ігор Абдущеєв — 6                                                          |
| 2006 | Перша ліга | 8     | 26 | 10 | 3 | 13 | 43-50 | Дмитро Вайцеховський — 9                                                   |
| 2007 | Перша ліга | 4     | 22 | 11 | 4 | 7  | 38-32 | Кайрат Іманалін — 10                                                       |
| 2008 | Перша ліга | 6     | 26 | 13 | 1 | 12 | 54-53 | Ігор Абдущеєв — 27                                                         |
| 2009 | Перша ліга | 11    | 26 | 5  | 5 | 16 | 25-42 | Канат Ахметов — 6                                                          |
| 2010 | Перша ліга | 12    | 34 | 13 | 4 | 17 | 40-66 | Мірамбек Бікеєв — 8                                                        |
| 2011 | Перша ліга | 9     | 32 | 13 | 7 | 12 | 56-53 | Канат Ахметов — 24                                                         |
| 2012 | Перша ліга | 14    | 30 | 8  | 2 | 20 | 31-62 | Нурбек Карагулів — 6                                                       |
| 2018 | Перша ліга | 12    | 33 | 3  | 6 | 24 | 18-74 | Абилайхан Унгарбаєв, Олександр Кіцак — 3                                   |
| 2019 | Перша ліга | 14    | 26 | 0  | 3 | 23 | 11-72 | Абільхан Абдукарімов, Єржан Маулекешев, Алішер Назаров, Рустам Сахібов — 2 |

Найвище досягнення в Кубку Казахстану — 1/8 фіналу Кубка Казахстану (2004).